# Schillerska gymnasiet
Schillerska gymnasiet är en gymnasieskola på Vasagatan 19 i stadsdelen Vasastaden i centrala Göteborg. Skolan har cirka 1 100 elever. Schillerska har sex gymnasieprogram och 13 olika inriktningar.

## Historik
Göteborgs högre realläroverk, som skolan hette vid starten, började sin verksamhet 24 januari 1868 och höll till på olika platser i Göteborg. Skolan kallades senare Vasa Högre Allmänna Läroverk innan den 1966 fick sitt nuvarande namn Schillerska gymnasiet. Namnet minner om skolans förste (1886–1907) rektor Axel Lewton Schiller (1829–1907). Som inspektor fungerade under många år konsul Oscar Ekman.
Vid starten 1868 hade läroverket 13 elever under ledning av rektor Blomquist (1869 53 elever, 1870 66 elever). Skolan blev det första elementarläroverket i riket med endast reallinje. Under de första tio åren fanns tre läsavdelningar och undervisningen sköttes av rektor och två kollegor. Studentexamen gavs från 1885 till 1968 och realexamen från 1907 till 1965.
Schillerska gymnasiet blev omskrivet i samband med polisinsatserna och Göteborgskravallerna under EU-toppmötet i Göteborg 2001.

### Byggnaden
Den 21 oktober 1880 beslöt Göteborgs stadsfullmäktige att en skolbyggnad skulle få uppföras på tomterna 143-158 i 13:e roten "intill och söder om Stora Alléegatan, mellan nämnda gata, Landala- och Brantdalagatorna." Tomterna utgjorde cirka 8 900 kvadratmeter, varav byggnaden krävde närmare 2 000 kvadratmeter. Kostnaden beräknades till 423 600 kronor.
Skolbyggnaden ritades av arkitekten Hans Hedlund och kunde tas i bruk under hösten 1886, men invigdes först den 6 juni 1887.
Skolan har fyra våningar inklusive ett källarplan. I skolan finns ett bibliotek liksom en stor aula, som är kulturminnesmärkt. Denna lokal kan även hyras av allmänheten. Aulan påminner mycket om en kyrka. Den har en scen samt kyrkliknande bänkar och en orgel.

## Utbildning
På Schillerska gymnasiet finns:
- Ekonomiprogrammet, med inriktningarna:
  - Ekonomi
  - Juridik

- Estetiska programmet, med inriktningarna:
  - Bild och form
  - Estetik och media
  - Teater
  - Bild och form - Spetsutbildning

Inom de tre förstnämnda inriktningarna kan man även välja varianten Samhällsfördjupning.
- Humanistiska programmet, med inriktningarna:
  - Kultur
  - Språk

- Introduktionsprogrammet, med inriktningen:
  - Individuellt alternativ

- Naturvetenskapsprogrammet, med inriktningarna:
  - Naturvetenskap
  - Naturvetenskap - Bild och form
  - Naturvetenskap och samhälle

- Samhällsvetenskapsprogrammet, med inriktningen:
  - Beteendevetenskap

## Schillerskas Elevkår
Schillerska gymnasiet har en elevkår vid namn Schillerskas Elevkår, som grundades 2009 genom ombildning av skolans dåvarande elevråd. Schillerskas Elevkår tillhör paraplyorganisationen Sveriges Elevkårer. 
| Mandatperiod               | Namn                    |
| -------------------------- | ----------------------- |
| februari 2025 -            | Sofia Nilsson           |
| mars 2024 - februari 2025  | Shamim Sarmadi          |
| mars 2023 - mars 2024      | Evelina Mossberg        |
| mars 2022 - mars 2023      | Ali Kanaan              |
| mars 2021 - mars 2022      | Thea Rolandsson         |
| augusti 2019 - mars 2021   | Noa Wreland             |
| mars 2019 - augusti 2019   | Kim Kronberg-Christakis |
| mars 2018 - mars 2019      | Lovisa Snygg            |
| februari 2016 - mars 2018  | Wilma Ottebratt         |
| april 2015 - februari 2016 | Lowe Smith Jonsson      |
| april 2014 - april 2015    | Isabella De Miranda     |
| april 2013 - april 2014    | Mio Bloom               |
| april 2012 - april 2013    | Wilhelm André           |

Skolan har även ett flertal olika föreningar under elevkåren, som elever skapar och driver själva.

## Schilldringar
Schillerskas egen skoltidning heter Schilldringar och görs av elever på skolan.

## Kulturkommittén
Schillerskas kulturdagar arrangeras av den elevdrivna gruppen kulturkommittén. Kulturdagarna är två dagar per år då elever på skolan ställer ut sina alster, uppträder eller arrangerar temarum. Även utomstående och lärare deltar.

## Bemärkta tidigare elever[1][5]
- Sture Allén (1928–2022), språkvetare
- Joel Alme (född 1980), musiker
- Bernt Andersson (född 1950), musiker
- Lars-Gunnar Andersson (född 1949), språkvetare
- Mattias Andersson (född 1969), dramatiker och regissör
- Bad Cash Quartet (född 1980), musiker
- Olivia Bergdahl (född 1989), estradpoet
- Jenny Berggren (född 1972), musiker
- Malin Berggren (född 1970), musiker
- Marcus Birro (född 1972), författare
- Peter Birro (född 1966), författare
- Tommy Blom (1947–2014), musiker
- Elin Boardy (född 1979), författare
- Reine Brynolfsson (född 1953), skådespelare
- Lars O. Carlsson (född 1957), författare
- Stewe Claeson (född 1942), författare
- Nooshi Dadgostar (född 1985), politiker
- Daniel da Silva (född 1981), dansare
- Olof Dreijer (född 1981), musiker
- Oscar Dronjak (född 1972), musiker
- Julia Dufvenius (född 1975), skådespelare
- Jonas Frisén (född 1966), forskare
- Anton Glanzelius (född 1974), skådespelare
- Bengt Hallberg (1932–2013), musiker
- Linn Hansén (född 1983), författare
- Jan Hjärpe (född 1942), religionshistoriker
- Anneli Hulthén (född 1960), politiker
- Micke "Ulke" Johansson (född 1966), musiker
- Emrik Larsson (född 1965), musiker
- Jens Lekman (född 1981), musiker
- Eric Lemming (1880–1930), idrottsman
- Sixten Lundbohm (1895–1982), konstnär
- Ferdinand Lärn (1900–1985), journalist och chefredaktör
- Hubert Lärn (1907–1985), journalist och tecknare
- Cecilia Malmström (född 1968), politiker
- Birger Möller (1934–2020), nationalekonom
- Bo Sigvard Nilsson (född 1942), författare
- Kristina ”Keyyo” Petrushina (född 1997), komiker och programledare
- Kay Pollak (född 1938), regissör
- Caroline Salzinger (född 1975), utrikeskorrespondent
- Gideon Ståhlberg (1908–1967), schackspelare
- Arne Thorén (1927–2003), journalist
- Ulf Thorén (1929–1978), journalist
- Arne Tiselius (1902–1971), biokemist, nobelpristagare i kemi 1948
- Brynolf Wendt (1925–2018), åklagare
- Sven Westerberg (1945–2018), författare
- Sven Wollter (1934–2020), skådespelare
- Ruben Östlund (född 1974), regissör